# Lorica hamata

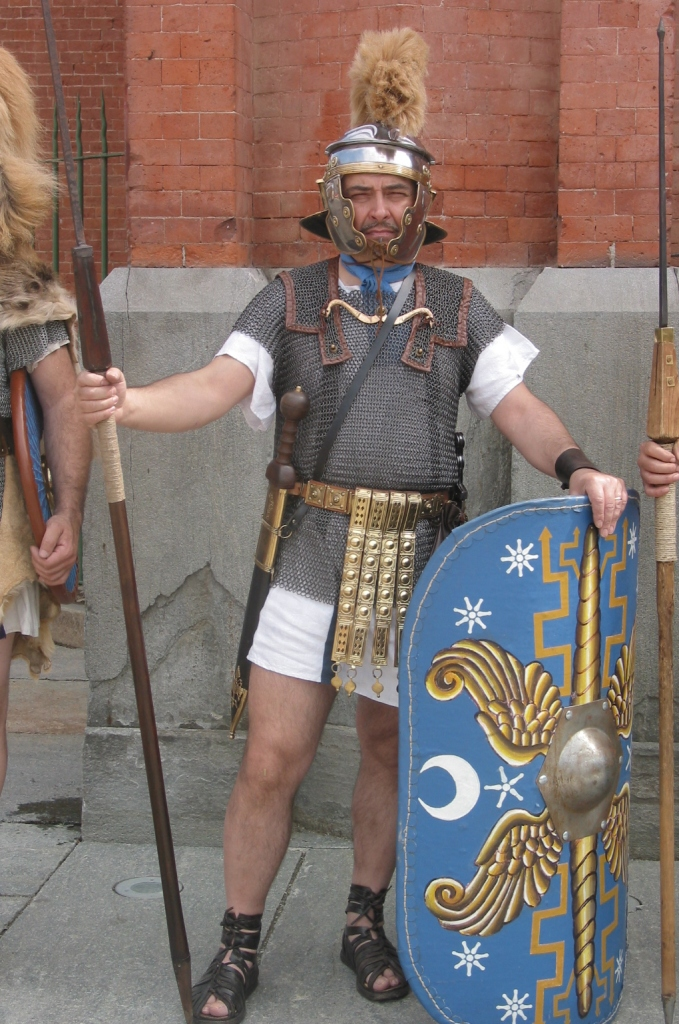
Actor equipado con la lorica hamata.

La lorica hamata es un tipo de armadura de cota de malla utilizada por la Legión Romana durante la República y todo el Imperio (coexisitiendo con la lorica segmentata hasta el s. III d. C. en la que esta última cayó en desuso), así como el tipo estándar de armadura para las tropas de apoyo o auxiliares. Solían estar fabricadas con bronce o hierro. Alternaba filas de anillos verticales y horizontales entrelazados entre sí y que resultaban en una armadura muy flexible y resistente. Cada anillo tenía un diámetro interno de unos 5 mm y uno externo de unos 7.
Los hombros de la lorica hamata estaban protegidos mediante unas coberturas similares a los Linothorax griegos que abarcaban desde la mitad de la espalda a la parte frontal del torso, y conectadas con enganches de metal similares a garfios. Una lorica hamata podía estar compuesta por varios miles de anillos de metal.
La tecnología para la fabricación de este tipo de cota de malla es posible que hubiese sido adquirida de los pueblos celtas. Había varias versiones de este tipo de armadura que se especializaban en función del tipo de tropa y sus actividades. Así, podía haber diferentes clases de armadura para los exploradores, la caballería o los lanceros.
Aunque este tipo de armaduras implicaban un gran esfuerzo de mano de obra para su fabricación, se cree que con un buen mantenimiento podían ser usadas de forma continuada durante décadas.